# Phyllonorycter leucographella
Phyllonorycter leucographella är en fjärilsart som först beskrevs av Philipp Christoph Zeller 1850.  Phyllonorycter leucographella ingår i släktet guldmalar, och familjen styltmalar.
Artens utbredningsområde är:
- Österrike.
- Belgien.
- Tjeckien.
- Slovakien.
- Danmark.
- Frankrike.
- Tyskland.
- Grekland.
- Ungern.
- Italien.
- Nederländerna.
- Polen.
- Sverige.
- Schweiz.
- Kroatien.

Inga underarter finns listade i Catalogue of Life.

## Bildgalleri

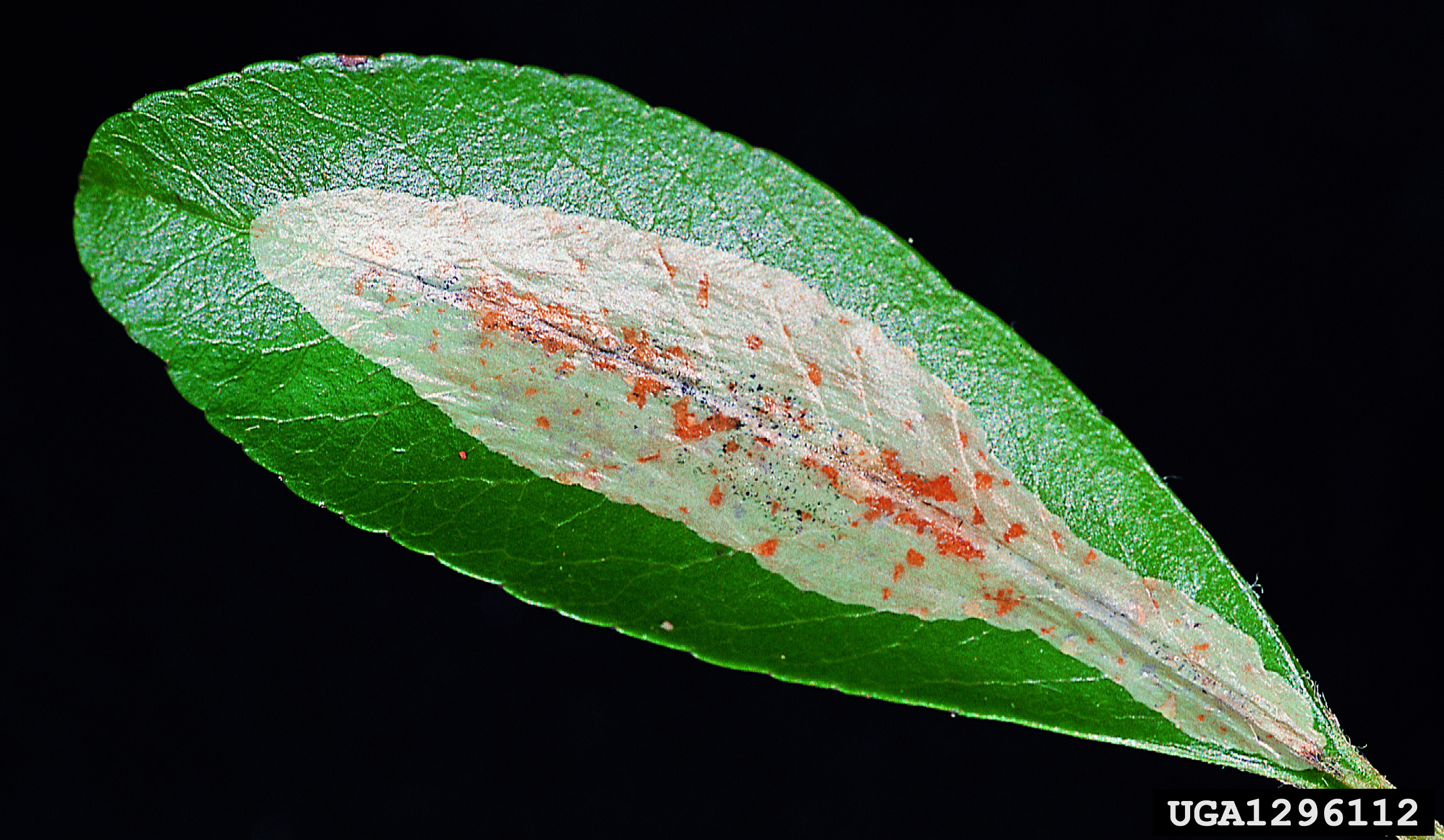